# Wraith (Stargate)
De Wraith is een fictief buitenaards ras. De Wraith komen voor in de sciencefictionserie Stargate Atlantis. 
Ze werden geïntroduceerd in de pilot aflevering Rising. In het begin van de serie heersten zij over het Pegasus-stelsel, waren bijna fataal en een niet te stoppen bedreiging. In het eerste seizoen was het doel van de personages om een middel te vinden waardoor zij de Wraith konden stoppen.
De Wraith zijn afgeschilderd als een korf-bewonend ras dat naar hun kracht groeide door parasitisme (zoals SG-1's Goa'uld), en hebben eigenschappen die lijken op die van vampieren. Doordat Stargate vaak gebruikmaakt van bestaande mythen en geloven, denken veel fans dat de Wraith als echte vampiers bedoeld zijn. De Wraith "voeden" zich door de levensenergie uit personen te "zuigen". Daardoor worden ze ook niet ouder.
De Wraith legt zijn hand op de borst van zijn slachtoffer, dan injecteert de Wraith een enzym in het slachtoffer. Het enzym versterkt het slachtoffer tijdelijk zodat de Wraith langer zich kan voeden aan het slachtoffer. Als het slachtoffer helemaal is leeggezogen dan gaat deze op zoek naar een nieuw slachtoffer.
De oorsprong van de Wraith ligt bij het zogenaamde Iratus insect. Verondersteld wordt dat dit insect door zich te voeden met mensen enkele genetische eigenschappen van de mens tot zich nam. De Ancients hebben geen acht geslagen op de evolutie die het insect doormaakte. Pas toen het insect enige vormen van intelligentie ging tonen was het al te laat.